# Сад

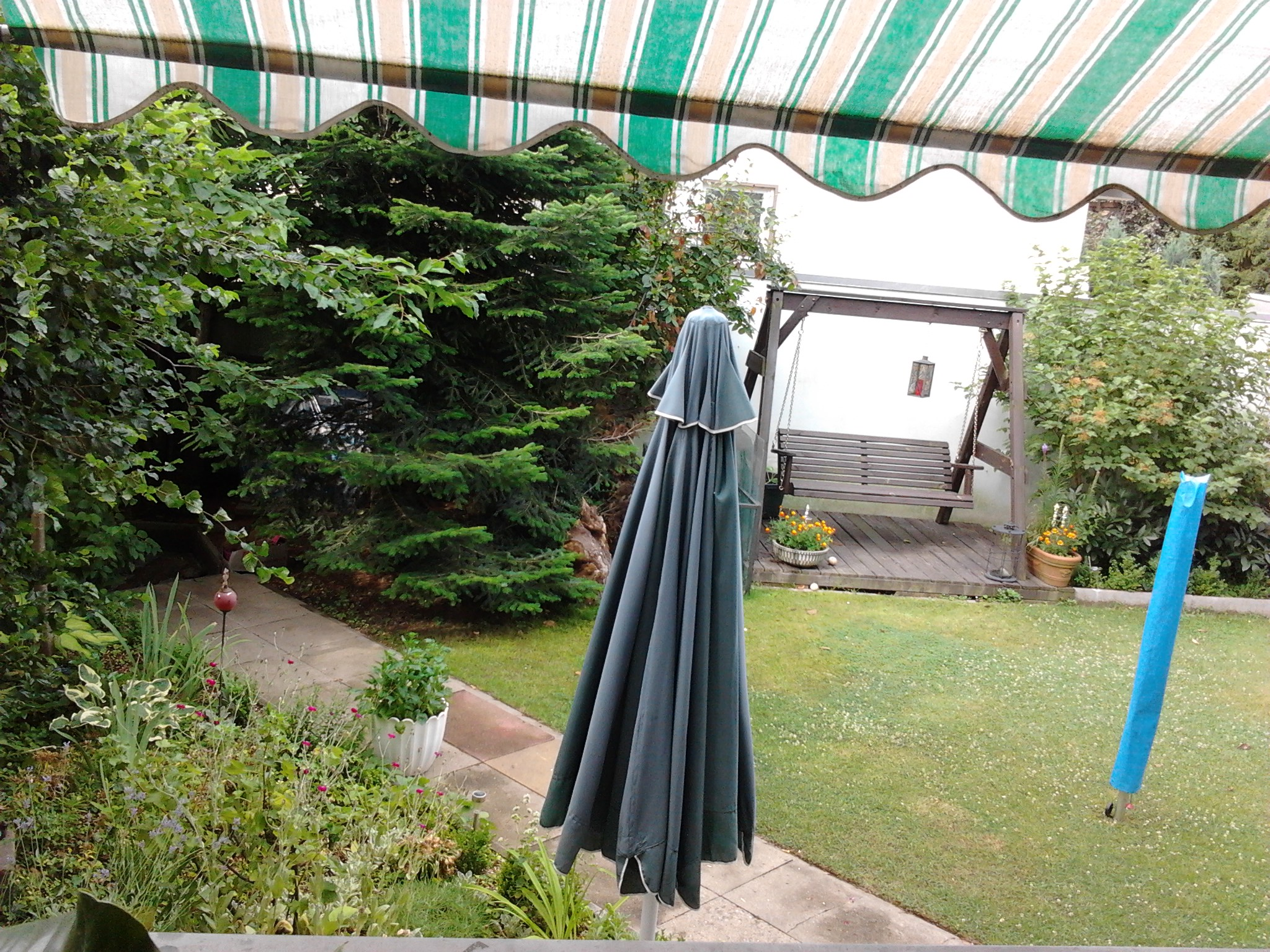
Особистий сад в місті Бад-Зальцуфлен, Німеччина

Сад —  окремо виділена ділянка землі, на якій вирощують плодові рослини: дерева, кущі тощо. Також садом називають ділянку поблизу помешкання, на якій ростуть плодові рослини та квіти, а часом і самі рослини. 
Див. також: Вертоград

## Сад в Україні
За українською традицією кожна хата має мати біля себе садочок з криницею. Ця традиція відрізняє українців від сусідніх народів виразним бажанням обробляти землю і мати замість парку і луки — сад, город і ставок. Зазвичай в саду вирощують плодові дерева такі, як яблуня, груша, вишня. 